# Belža
Belža este o comună slovacă, aflată în districtul Košice-okolie din regiunea Košice. Localitatea se află la altitudinea de 177 m deasupra n.m., se întinde pe o suprafață de 5,49 km2 și în 2017 număra 415 locuitori.

## Istoric
Localitatea Belža este atestată documentar din 1232.

## Demografie
| An:                | 1994 | 2004  | 2014    | 2024   |
| ------------------ | ---- | ----- | ------- | ------ |
| Număr de persoane: | 375  | 357   | 411     | 442    |
| Diferență:         |      | −4,8% | +15,12% | +7,54% |

| An:                | 2023 | 2024   |
| ------------------ | ---- | ------ |
| Număr de persoane: | 446  | 442    |
| Diferență:         |      | −0,89% |